# حمدی عدلی السعودی
حمدی عدلی السعودی (انگلیسی: Hamdi Adly El-Seoudi؛ زادهٔ ۷ فوریهٔ ۱۹۵۳) بازیکن بسکتبال اهل مصر بود.